# Ralph (film)
Pour les articles homonymes, voir Ralph et Saint Ralph.
Pour plus de détails, voir Fiche technique et Distribution.
Ralph (Un miracle pour Ralph au Québec ; Saint Ralph) est un film canadien réalisé par Michael McGowan (en), sorti en 2004.

## Synopsis
Années 1950. Ralph, 15 ans, est un adolescent turbulent et passablement dépravé, bien qu'il soit élève dans un collège privé religieux. Le drame survient lorsque sa mère, gravement malade, sombre dans le coma. Face à l'avis général des médecins qui estiment que seul un miracle pourra la sauver, Ralph se met à la recherche d'un exploit miraculeux à accomplir, comme courir et gagner le mythique marathon de Boston.

## Fiche technique
- Titres français : Ralph (France) et Un miracle pour Ralph (Québec)
- Titre original : Saint Ralph
- Réalisation : Michael McGowan (en)
- Scénario : Michael McGowan (en)
- Production : Teza Lawrence, Andrea Mann, Seaton McLean, Michael Souther, Marguerite Pigott et Peter Sussman
- Budget : 6 millions de CAD
- Musique : Andrew Lockington
- Photographie : René Ohashi
- Montage : Suzan Maggi
- Décors : Matthew Davies
- Costumes : Anne Dixon
- Pays de production : Canada
- Format : Couleurs - 1,85:1 - Dolby Digital - 35 mm
- Genre : Comédie dramatique
- Durée : 98 minutes
- Dates de sortie : 
  - Canada : 11 septembre 2004 (festival de Toronto)
  - Canada :  8 avril 2005
  - France : 2 novembre 2005 (France)

## Distribution
Légende : VF = Version Française et VQ = Version Québécoise
- Adam Butcher (VF : Kelyan Blanc ; VQ : Laurent-Christophe De Ruelle) : Ralph Walker
- Campbell Scott (VF : Lionel Tua ; VQ : Daniel Picard) : Père George Hibbert
- Gordon Pinsent (VF : Marc Cassot ; VQ : Vincent Davy) : Père Fitzpatrick
- Jennifer Tilly (VF : Déborah Perret ; VQ : Camille Cyr-Desmarais) : Alice, l'infirmière
- Shauna MacDonald : Emma Walker
- Tamara Hope (VF : Noémie Orphelin ; VQ : Stéfanie Dolan) : Claire Collins
- Frank Crudele : Mr Karl
- Michael Kanev (VF : Maxime Baudouin ; VQ : Charles Miquelon) : Chester Jones
- Chris Ploszczansky (VQ : Tristan Harvey) : Hulk
- Paulette Sinclair : Roddy, la secrétaire
- Lubica Kucerova : la femme sous la douche
- Jeff Baxter : Cattana
- Daniel Karasik : Bolan
- Jonathan Higgins (VQ : Sébastien Delorme) : l'annonceur

## Tournage
- Le tournage s'est déroulé à Cambridge, Hamilton et Toronto, en Ontario.

## Récompenses et distinctions
- Sélection officielle au Festival international du film de Toronto en 2004.
- Grand Prix, lors du Festival du Film de Paris en 2005.
- Prix du public, lors du Festival du film canadien de Londres en 2005.